# Terminaladapter
Ein Terminaladapter (TA) ist ein Gerät, das es ermöglicht, ein Endgerät an eine Schnittstelle anzuschließen, an der es nicht direkt betrieben werden kann. Im Sprachgebrauch ist mit der Bezeichnung meist ISDN-Terminaladapter gemeint.

## ISDN-Terminaladapter

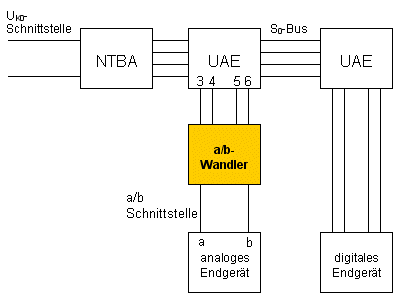
Anwendung eines Terminaladapter a/b

Ein ISDN-Terminaladapter wandelt die digitalen ISDN-Signale der S0-Schnittstelle in Signale der Schnittstelle des anzuschließenden Endgeräts um und umgekehrt. Im ISDN-Referenzmodell setzt ein Terminaladapter zwischen dem R- und dem S-Referenzpunkt um. ISDN-Terminaladapter sind für nahezu jeden Schnittstellentyp verfügbar. Der wohl am häufigsten eingesetzte Typ ist der Terminaladapter a/b. Im nebenstehenden Bild ist mit der Abkürzung UAE eine ISDN-Anschlussdose gemeint (Universal-Anschluss-Einheit).
ISDN-Terminaladapter gibt es in verschiedenen Ausführungen, z. B. als kleine Telefonanlage mit zwei oder drei analogen Ports. In der Regel kann jedem Analogport eine oder mehrere MSN zugewiesen und somit eine individuelle Rufverteilung erzielt werden. Es gibt auch NTBAs mit eingebautem Terminaladapter a/b (siehe Starterbox).
In der verbreitetsten Grundeinstellung reagiert das Gerät auf jeden auf dem S0-Bus signalisierten Anruf; im Allgemeinen lässt sich der Terminaladapter aber auch so konfigurieren, dass er nur auf bestimmte Mehrfachrufnummern reagiert.

### Terminaladapter a/b
Ein Terminaladapter a/b, auch als a/b-Wandler oder a/b-Adapter bezeichnet, hat als Endgeräteanschluss eine oder mehrere a/b-Schnittstelle(n) und ermöglicht den Betrieb von analogen Endgeräten (wie zum Beispiel analoges Telefon, Telefax, Anrufbeantworter, Modem) an einem ISDN-Mehrgeräteanschluss beziehungsweise S0-Bus. Damit ist es möglich, herkömmliche analoge Endgeräte in ISDN zu integrieren.
Ein klassisches analoges Telefon lässt sich in Verbindung mit einem Terminaladapter a/b annähernd zu einem ISDN-Telefon erweitern. Die Vorteile eines ISDN-Telefons (insbesondere die Rufnummernanzeige) sind jedoch erst gegeben, wenn beide Geräte CLIP unterstützen.
Der Terminaladapter a/b trägt den Namenszusatz a/b, weil die beiden Adern analoger Telefonleitungen mit a und b bezeichnet werden (siehe a/b-Schnittstelle).

### Andere Terminaladapter
Gemäß ihrer Werbeaussage „Alles über ein Netz“ stellte die Deutsche Bundespost für jeden ihrer angebotenen Dienste einen Terminaladapter bereit. Außer dem a/b-Adapter hat heute keines dieser Geräte mehr eine praktische Bedeutung; zum Teil existieren auch die Übertragungsnetze (Teletex, Datex-L) nicht mehr.
- Terminaladapter V.24, Umsetzung von V.24 bzw. X.21bis
- Terminaladapter Teletex, dem Nachfolger des Telex-Netzes
- Terminaladapter X.21, Umsetzung auf das Datex-L-Netz mit den verschiedenen Zugangsmöglichkeiten
- Terminaladapter X.25, der Übergang in das Datex-P-Netz

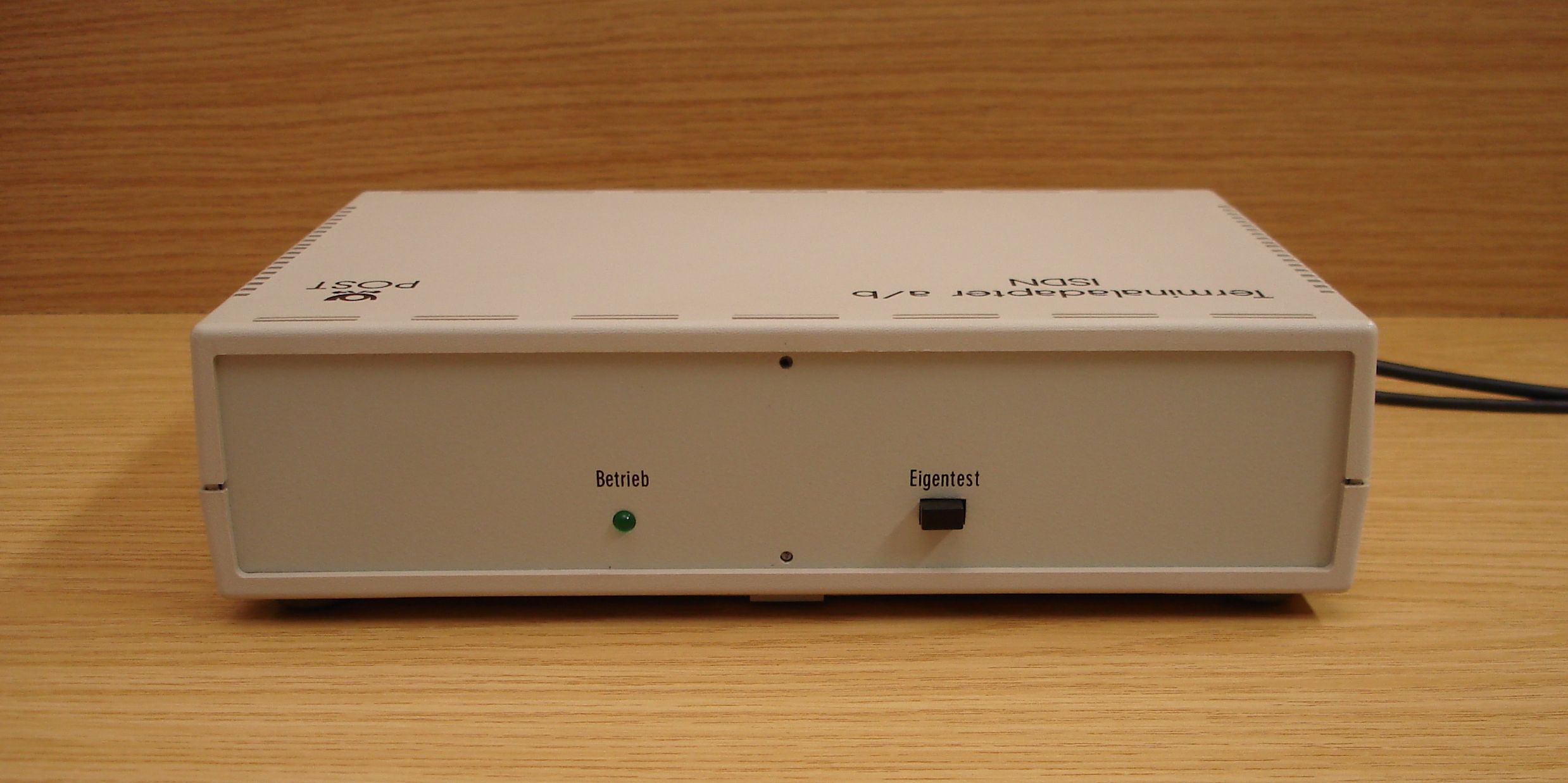
Einer der ersten TA a/b
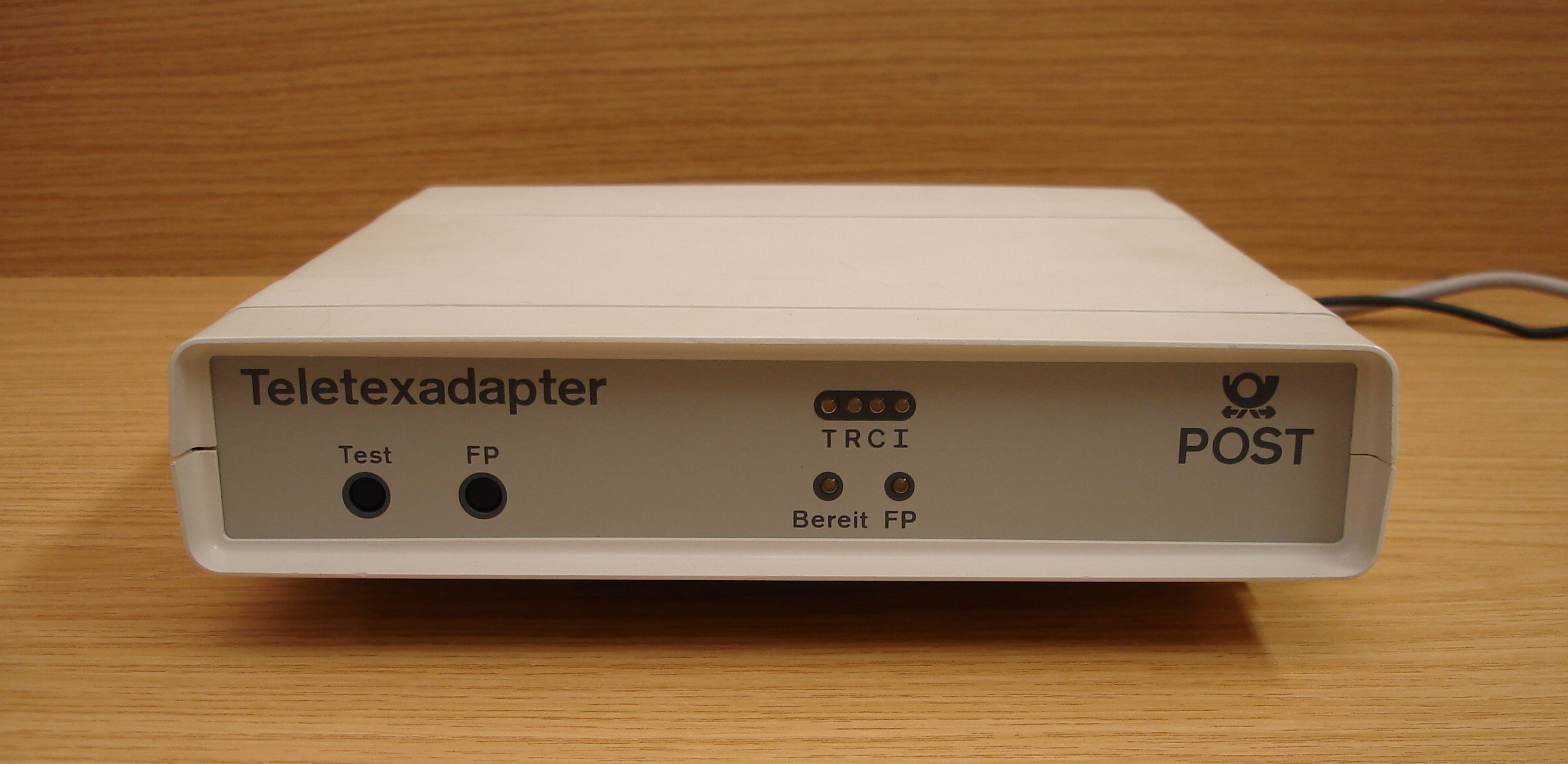
TA für den Teletex-Dienst
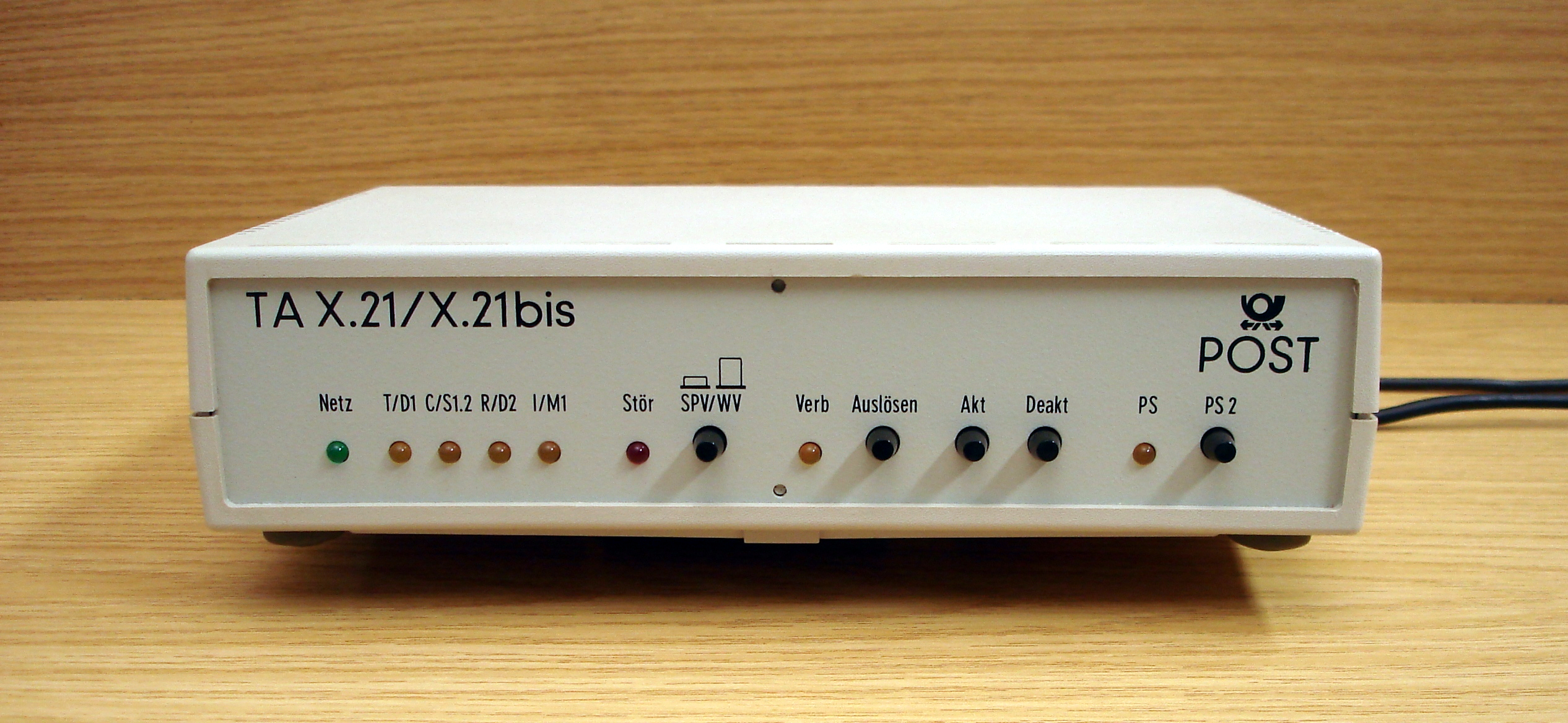
TA X.21 mit SPV/WV
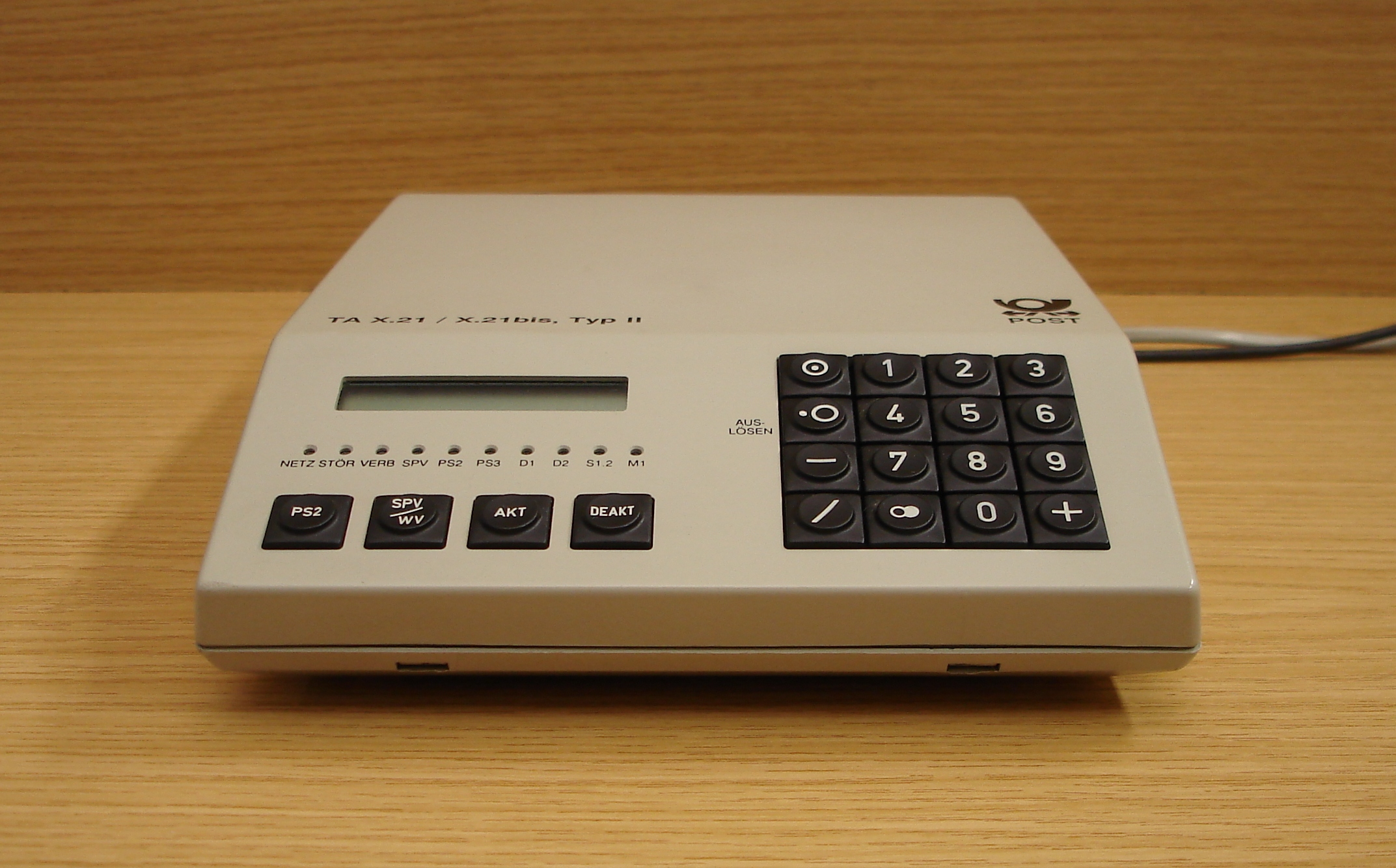
TA X.21 mit manueller Wahlmöglichkeit